# Сибирский региональный центр РТРС
Сибирский региональный центр (филиал РТРС «Сибирский РЦ») — подразделение Российской телевизионной и радиовещательной сети (РТРС), основной оператор цифрового и аналогового эфирного теле- и радиовещания Новосибирской области,единственный исполнитель мероприятий по строительству цифровой эфирной телесети в регионе в соответствии с федеральной целевой программой «Развитие телерадиовещания в Российской Федерации на 2009—2018 годы»
Сибирский региональный центр обеспечивает 98,54 % населения Новосибирской области 20-ю бесплатными цифровыми эфирными телеканалами в стандарте DVB-T2 и радиоканалами FM диапазона.
С 2012 года в центре спутниковой связи «Азимут-Н» Сибирского регионального центра работает центральная станция сети VSAT системы мониторинга российской цифровой телесети. В Ордынском районе Новосибирской области официально открывают Центральную станцию российской телерадиовещательной сети. Система позволяет отслеживать техническое состояние более чем 4700 объектов связи в 75 регионах России и тем самым обеспечивает бесперебойность цифрового эфирного телевещания.

## История

### 1920—1940-е годы
В 1924 году Сибирский Ревком рассмотрел проект создания сети радиовещательных станций в Новониколаевске и окружных городах.
В 1926 году в районе железнодорожной станции Алтайка на улице Добролюбова вышел в эфир первый радиовещательный передатчик РВ-6 мощностью 4 кВт. В начале эфира диктор объявил: «Слушайте, слушайте. Говорит первая Сибирская широковещательная радиостанция РВ-6 с мощностью в антенне 4 кВт». Техническим руководителем был радиотелеграфист Балтийского флота И. И. Никонов.
Сентябрь 1926 года считается временем начала радиовещания в Новосибирске. 9 сентября 1926 года — день основания новосибирского радиопредприятия «Сибирская широковещательная радиостанция РВ-6».
7 ноября 1931 года состоялось официальное открытие первой в Сибири 100-киловатной широковещательной радиостанции РВ-76, впоследствии — «Радиостанции № 1».
С 1935 года на радиостанции № 1 заработали коротковолновые магистральные радиосвязи, а приемное оборудование КВ радиосвязей было размещено на радиостанции № 2.
Первый мощный радиовещательный передатчик РВ-76 был модернизирован. Он включил в себя передатчик ДВ-диапазона мощностью 150 кВт и антенну-мачту высотой 205 м. Технические параметры комплекса позволяли вещать на Новосибирскую область и прилегающие районы Кемеровской, Томской областей и Алтайского края. В 2004 году радиостанция была законсервирована.

### 1950—1970-е годы
В 1956 году коротковолновая передающая радиостанция № 5 начала работать на зарубежные страны. Передающие 110-метровые антенны коротковолнового диапазона, расположенные в центре Западной Сибири, обеспечивали трансляцию программ радиостанции «Голос России» в Индии, Китае и Японии.
В январе 1956 года началось строительство Новосибирского телецентра.
20 мая 1957 года в районе левобережной части Новосибирска построили телебашню. Высота телебашни — 180 м.
7 августа 1957 года вышла в эфир первая телевизионная программа продолжительностью 2 ч. 14 м. Телезрителям показали два документальных фильма: «Путешествие по Швеции», «Из Рима в Милан» и художественный фильм «Весна». В зону уверенного приема входила территория города и окрестностей в радиусе 60 км.
В 1967 году был введен в эксплуатацию Радиоцентр № 9 в поселке Радуга Мошковского района Новосибирской области, обеспечивающий радиовещание в ДВ, СВ и КВ диапазонах.

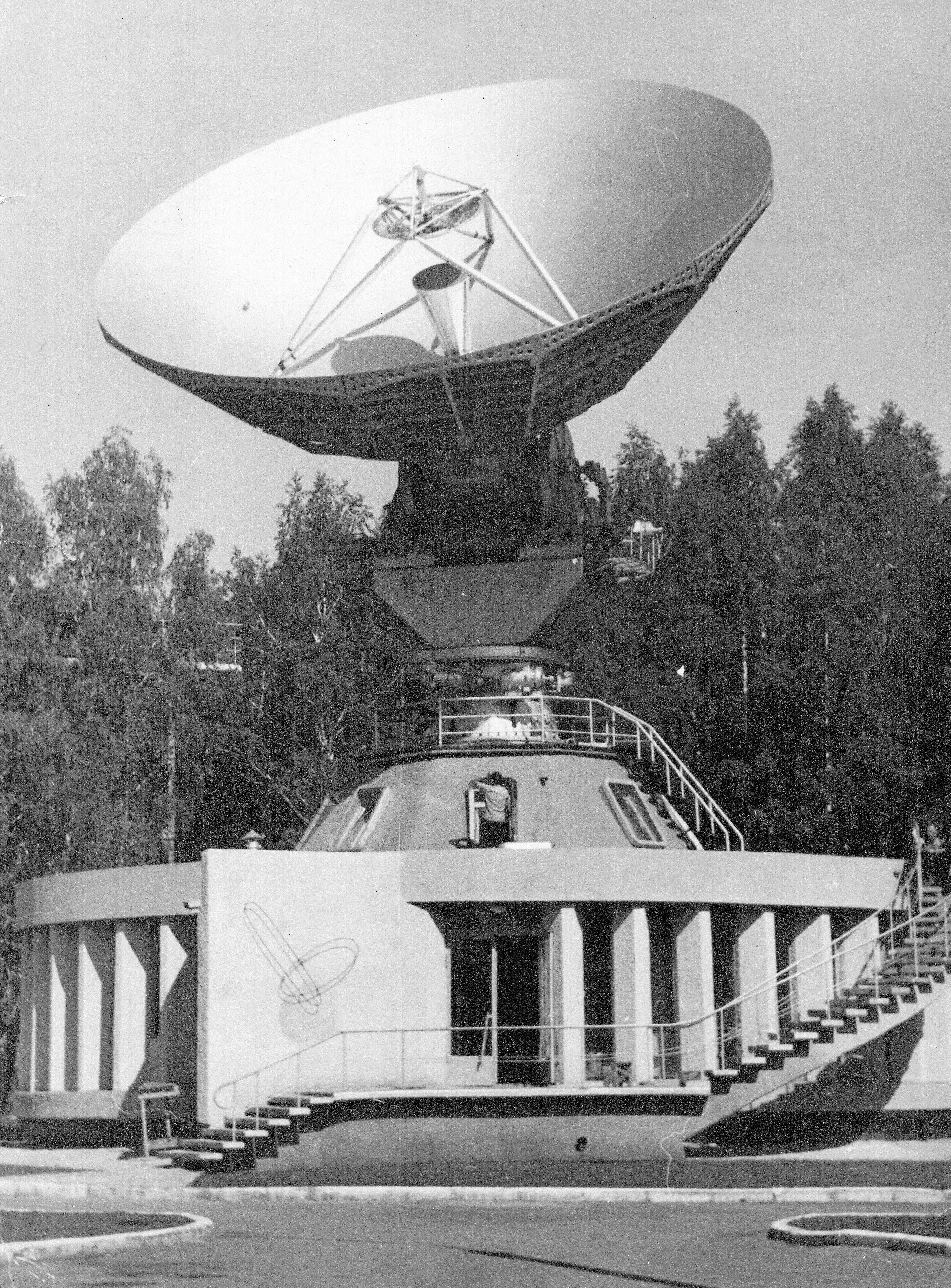
Станция Орбита

10 октября 1967 года в районе Бугринской рощи завершено строительство приемной станции «Орбита» с направленной параболической антенной «ТНА-57» диаметром 12 м. Ввод станции обеспечил прием телевизионной программы «Дубль-3» и телевизионных перегонов через спутник из Москвы для Новосибирской студии телевидения.
30 декабря 1969 года в районном центре Куйбышев введена в эксплуатацию первая радиотелевизионная передающая станция (РТПС).

### 1970—1990-е годы
В 1970 году РТПС построены в Татарске, Кыштовке, Довольном, Кочках и Багане. В течение 10 следующих лет в большинстве районных центров области появились РТПС. Это позволило жителям области впервые увидеть две программы Центрального телевидения.
С 1981 года в Новосибирской области транслировалось цветное телевизионное вещание.
В 1988 году сдан в эксплуатацию Центр спутниковой связи «Азимут-Н» в Ордынском районе Новосибирской области.

## Деятельность
1 мая 2003 года Новосибирский радио-телецентр вошел в состав филиала РТРС «Центр радиовещания и связи № 11» на основании Указа Президента РФ № 1031 от 13 августа 2001 года.
С 1 января 2004 года «Центр радиовещания и связи № 11» переименован в филиал РТРС «Сибирский РЦ».
В декабре 2009 года постановлением Правительства России № 985 утверждена федеральная целевая программа «Развитие телерадиовещания в Российской Федерации на 2009—2018 годы». Новосибирская область вошла в третью очередь создания государственной сети цифрового эфирного телевизионного вещания. В 2011 году служба строительства сети филиала начала проектирование и работы по подготовке объектов к строительству. В 2012 году началось строительство сети цифрового эфирного телевизионного вещания.
10 августа 2012 года к 55-летию регулярного телевизионного вещания в Новосибирской области на медиафоруме «Сигнал к лучшему» состоялся запуск первого мультиплекса в Новосибирске.
В июле 2013 года в Ордынском районе Новосибирской области в ЦСС «Азимут-Н» состоялось открытие Центральной станции VSAT-сети системы мониторинга и управления сетью цифрового эфирного телерадиовещания РТРС.
В декабре 2013 года в Новосибирске началась трансляция телевизионных каналов второго мультиплекса и открылся центр поддержки зрителей.
25 декабря 2014 года филиал завершил строительство инфраструктуры сети цифрового эфирного телерадиовещания первого мультиплекса в Новосибирской области.
10 августа 2017 года Сибирский региональный центр РТРС совместно с ГТРК «Новосибирск» начал трансляцию региональных программ ВГТРК в составе первого мультиплекса на каналах «Россия 1», «Россия 24» и радиостанции «Радио России».
В декабре 2018 года РТРС в полном объёме начал трансляцию второго мультиплекса Новосибирской области.
В 2019 году принято решение о демонтаже радиомачты радиостанции № 1.
Новосибирская область вошла в третью очередь отключения аналогового телевидения в регионах России. 3 июня 2019 года в регионе прекратилось аналоговое вещание федеральных телеканалов. Таким образом Новосибирская область завершила переход на цифровое телевидение.
В декабре 2019 года филиал завершил первый этап модернизации радиосети ВГТРК. В него вошли 38 объектов радиовещания «Радио России», которые перевели в стандарт FM.
В декабре 2020 года филиал завершил второй этап модернизации сети внутриобластного вещания «Радио России». 53 FM передатчика обеспечивают программами «Радио России» 94,4 % населения Новосибирской области.

## Организация вещания
Эфирное наземное телерадиовещание в Новосибирской области обеспечивают семь производственных подразделений. Производственно-технический комплекс оборудования филиала включает:
- 59 радиотелевизионных передающих станций;
- 69 антенно-мачтовых сооружений;
- передающая земная станция спутниковой связи для врезки местных телеканалов в первый мультиплекс;
- центральная передающая земная станция спутниковой связи VSAT для мониторинга сети цифрового эфирного телевизионного вещания;
- 118 приемных земных спутниковых станций.
- комплекс приемо-передающих спутниковых антенн С, Ku и Ka диапазонов[34].

## Состав цифровых пакетов РТРС-1 и РТРС-2
| Цифровой пакет | Пакет РТРС-1 1-й мультиплекс | - Первый канал - Россия-1 - Матч ТВ - НТВ - Пятый канал - Россия-Культура - Россия-24 - Карусель - ОТР - ТВ Центр - Вести ФМ - Маяк - Радио Росси |
| Цифровой пакет | Пакет РТРС-2 2-й мультиплекс | - РЕН ТВ - Спас - СТС - Домашний - ТВ-3 - Пятница! - Звезда - Мир - ТНТ - Муз-ТВ                                                                  |

## Башни и мачты
Сеть цифрового телевещания РТРС в Новосибирской области насчитывает 59 антенно-мачтовых сооружений. Самая высокая — мачта в Довольном высотой 254,4 метра. Самый большой охват населения у башни в Новосибирске — 1 млн. 762 тыс. человек. А самая «домашняя» — башня в Лянино-Здвинского района: она транслирует телесигнал всего для 767 человек.

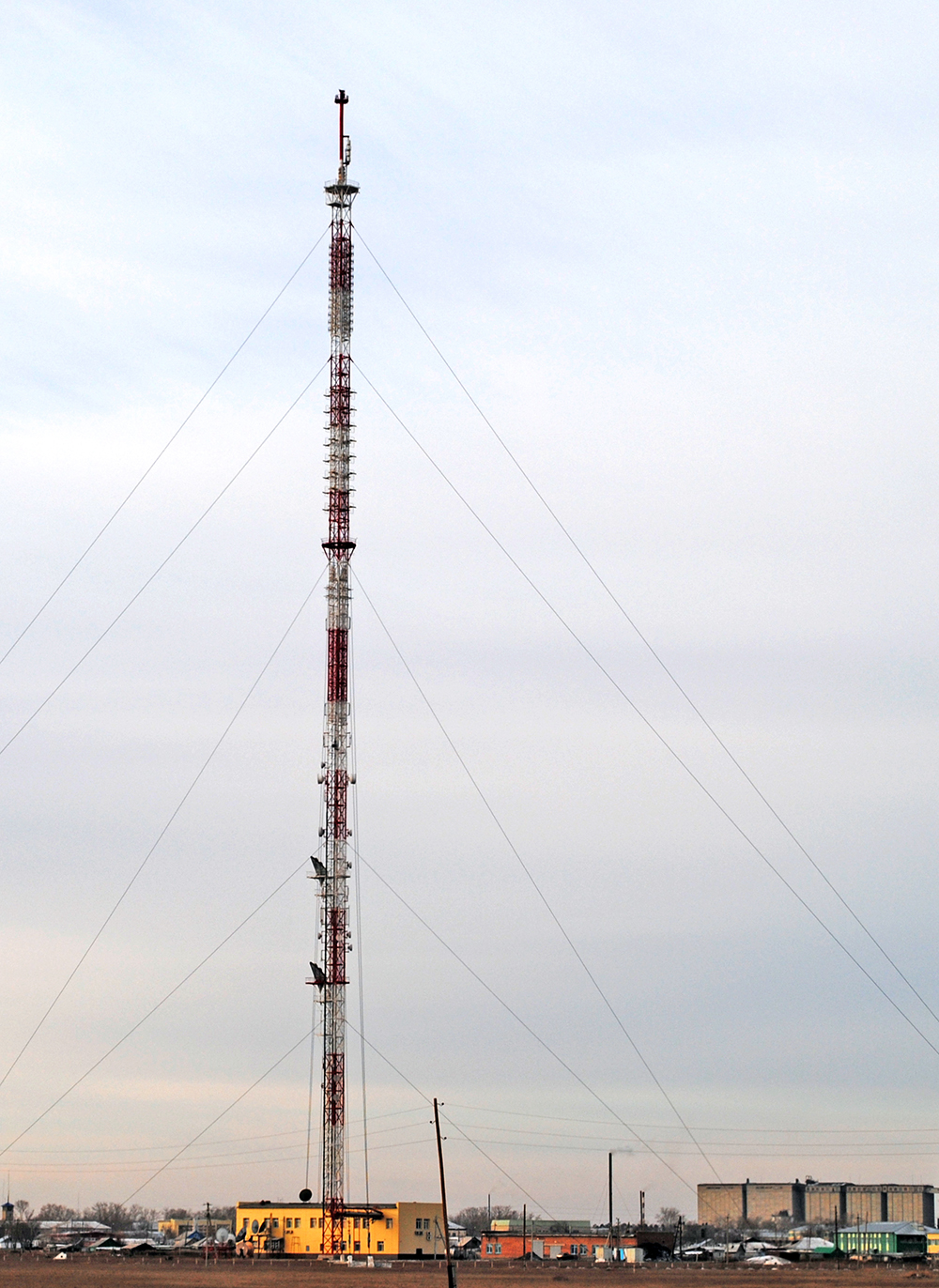
АМС Баган. Высота - 206,7 метра
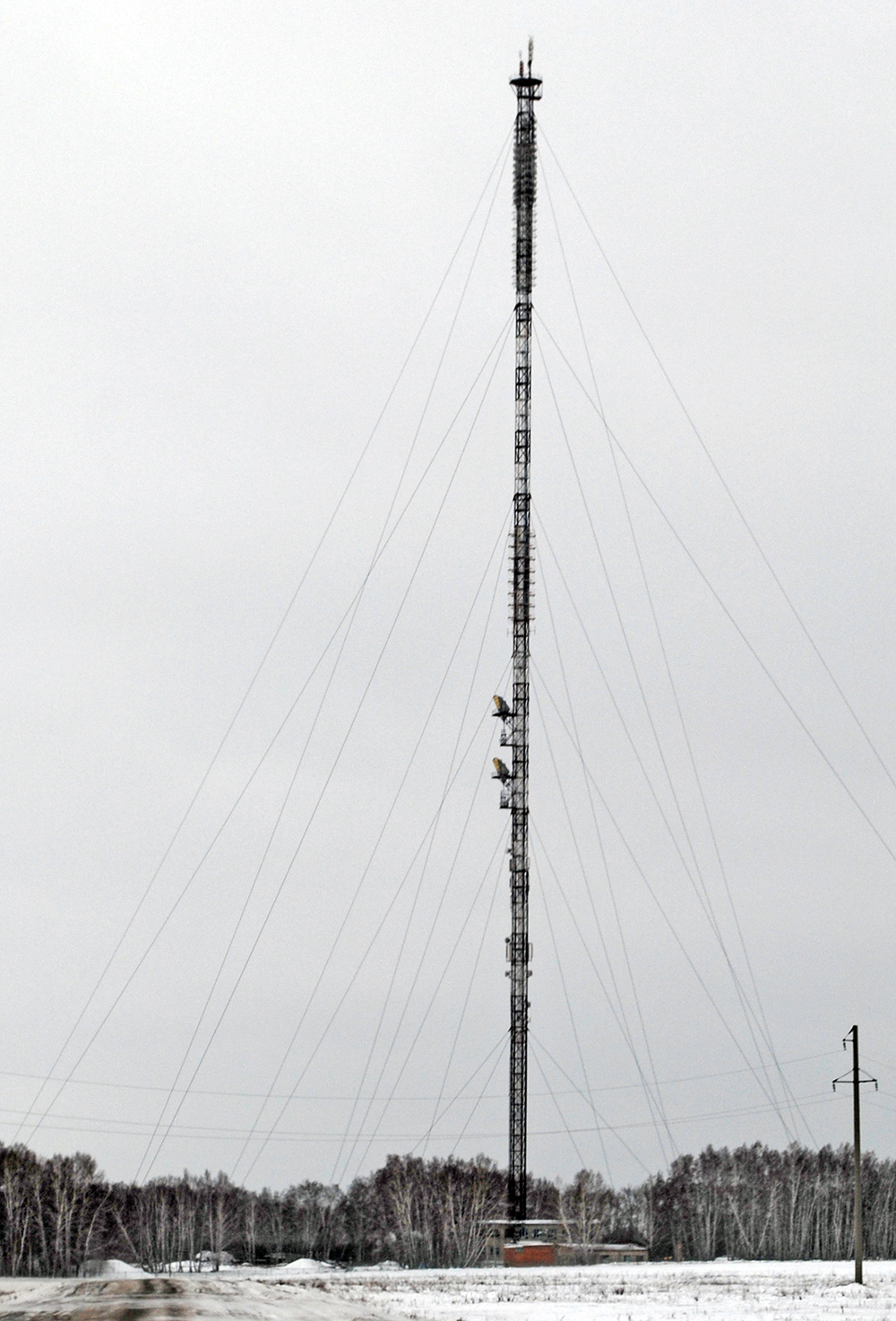
АМС Довольное. Высота - 254,4 метра
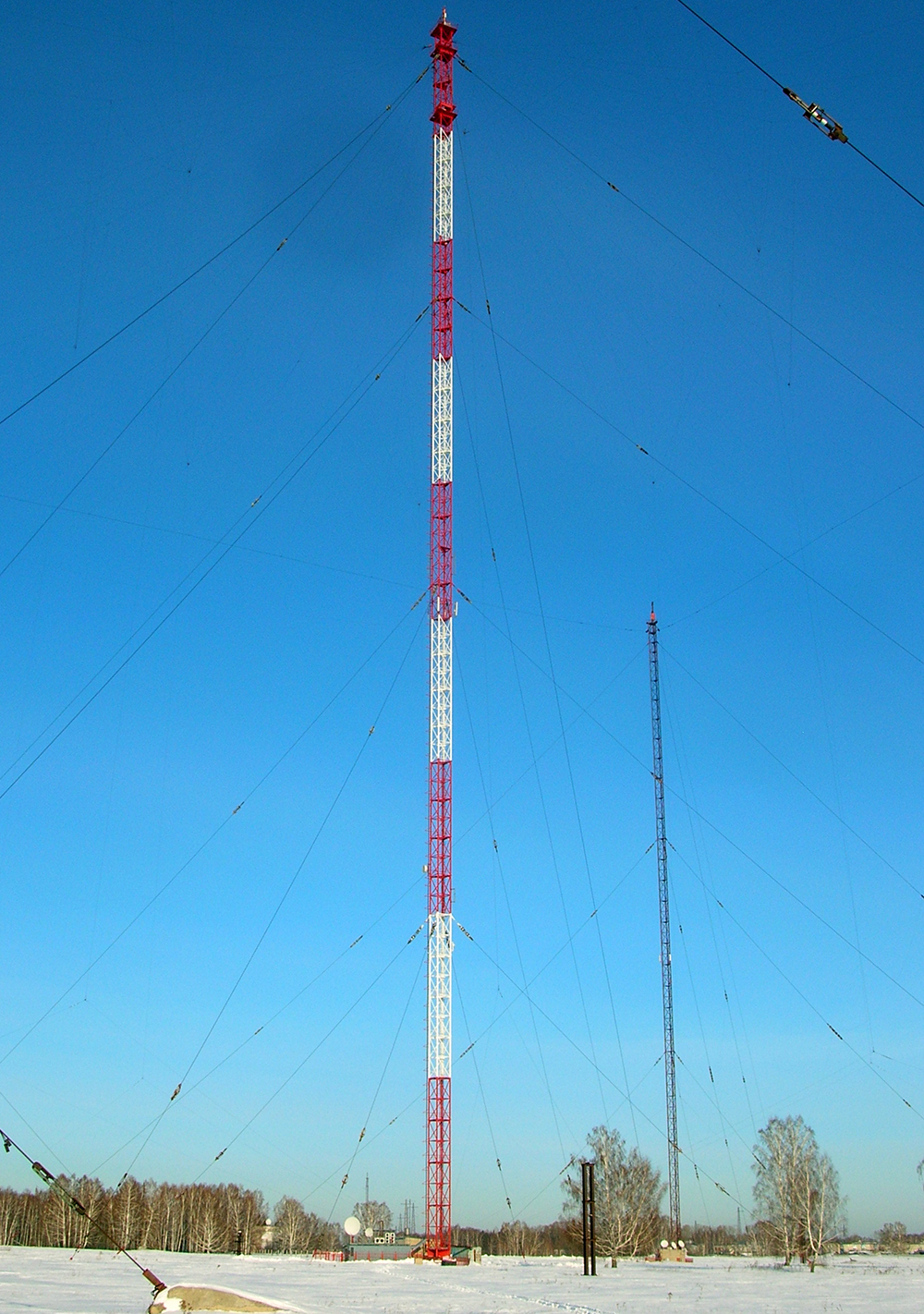
АМС Радуга. Высота - 244,3 метра
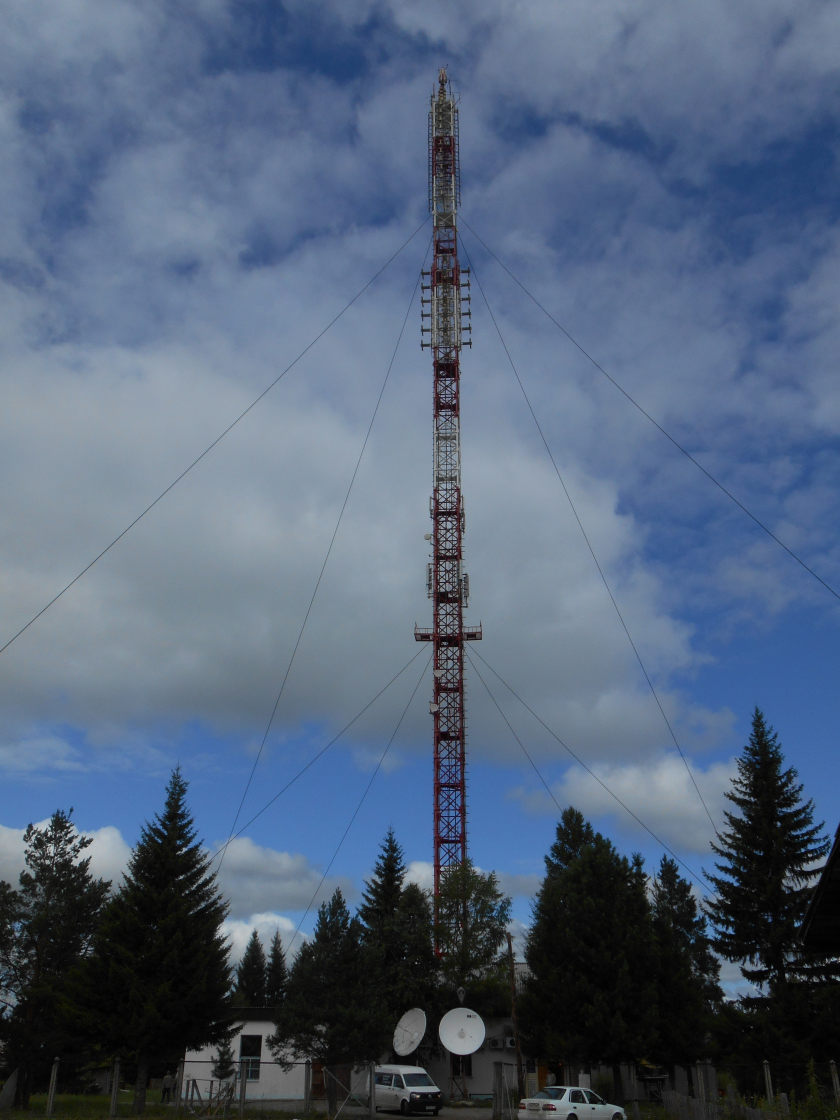
АМС Кыштовка. Высота - 110,6 метра
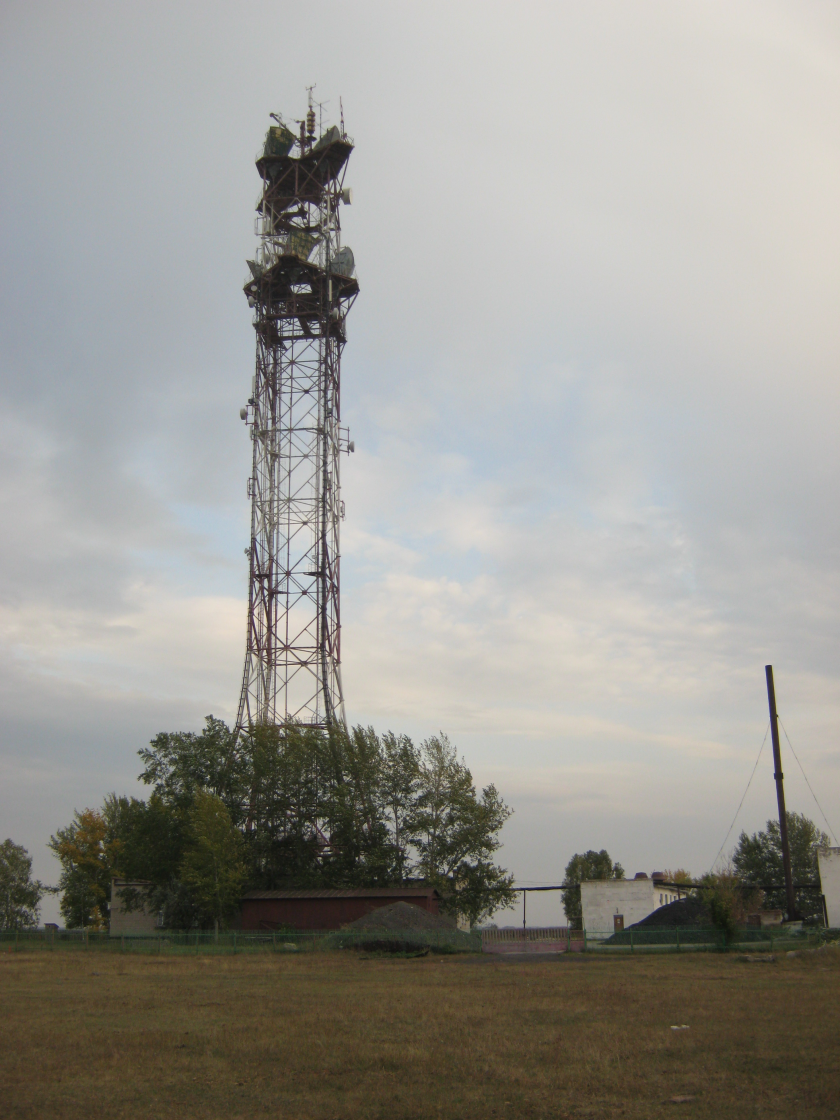
АМС Кочки (Красная Сибирь). Высота - 86,7 метров
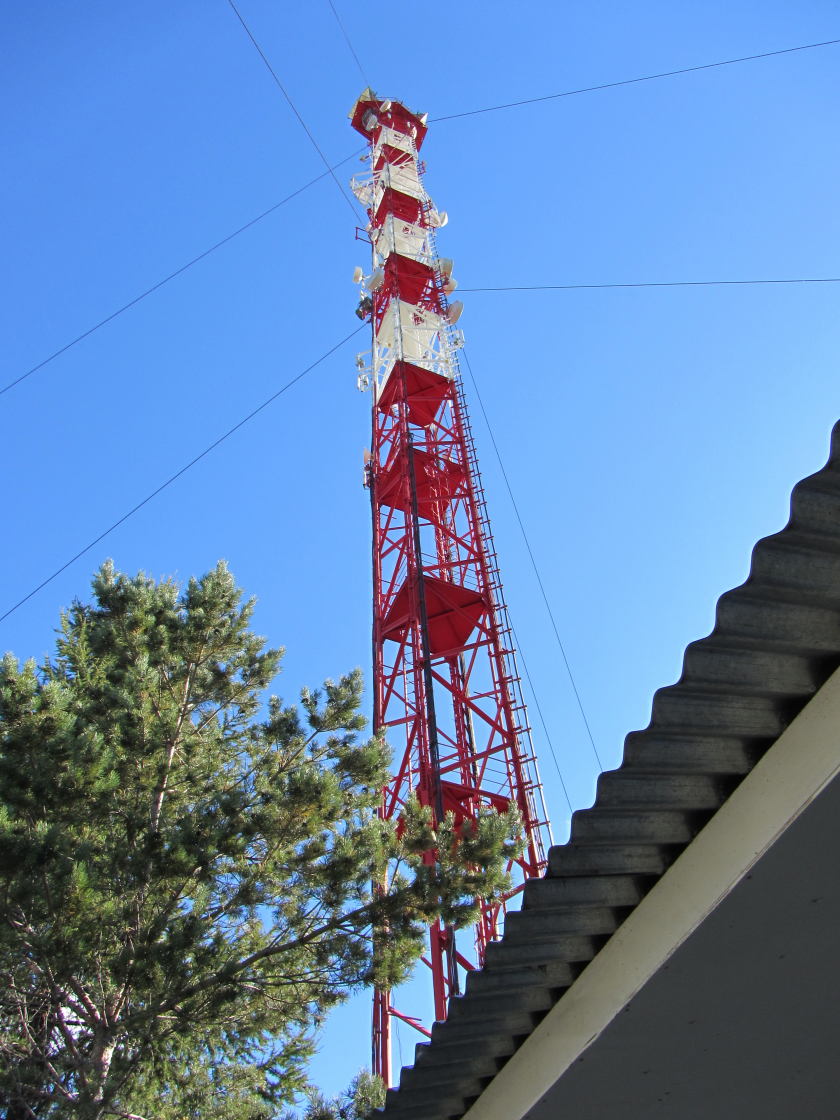
АМС Искитим. Высота - 99,6 метров
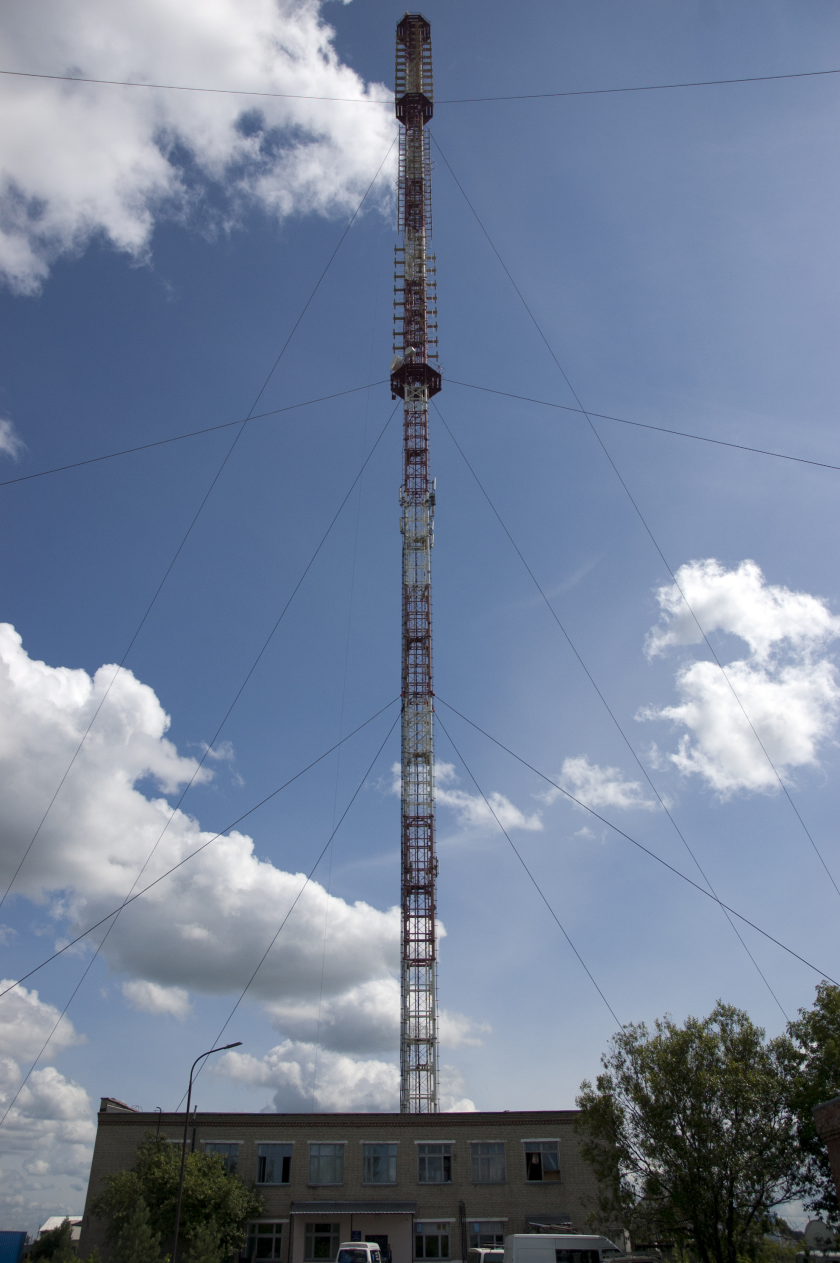
АМС Куйбышев. Высота - 202 метра
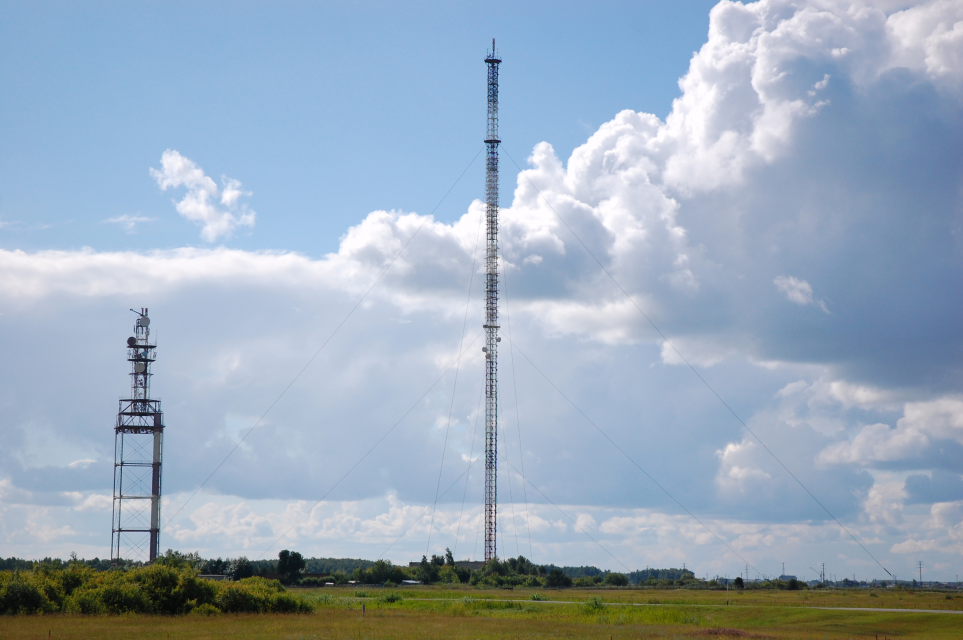
АМС Татарск. Высота - 201,8 метров
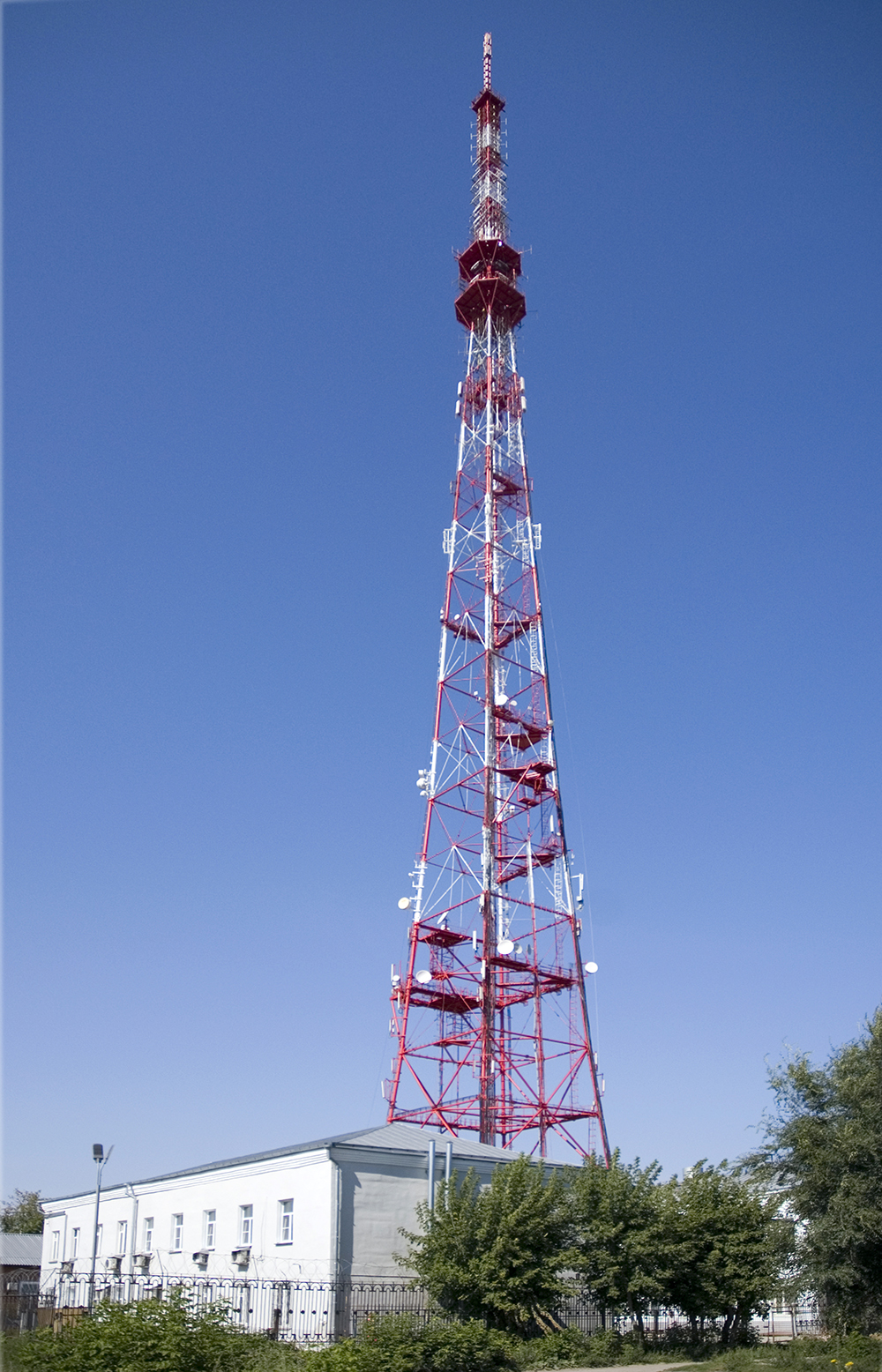
АМС Новосибирск. Высота - 180 метров
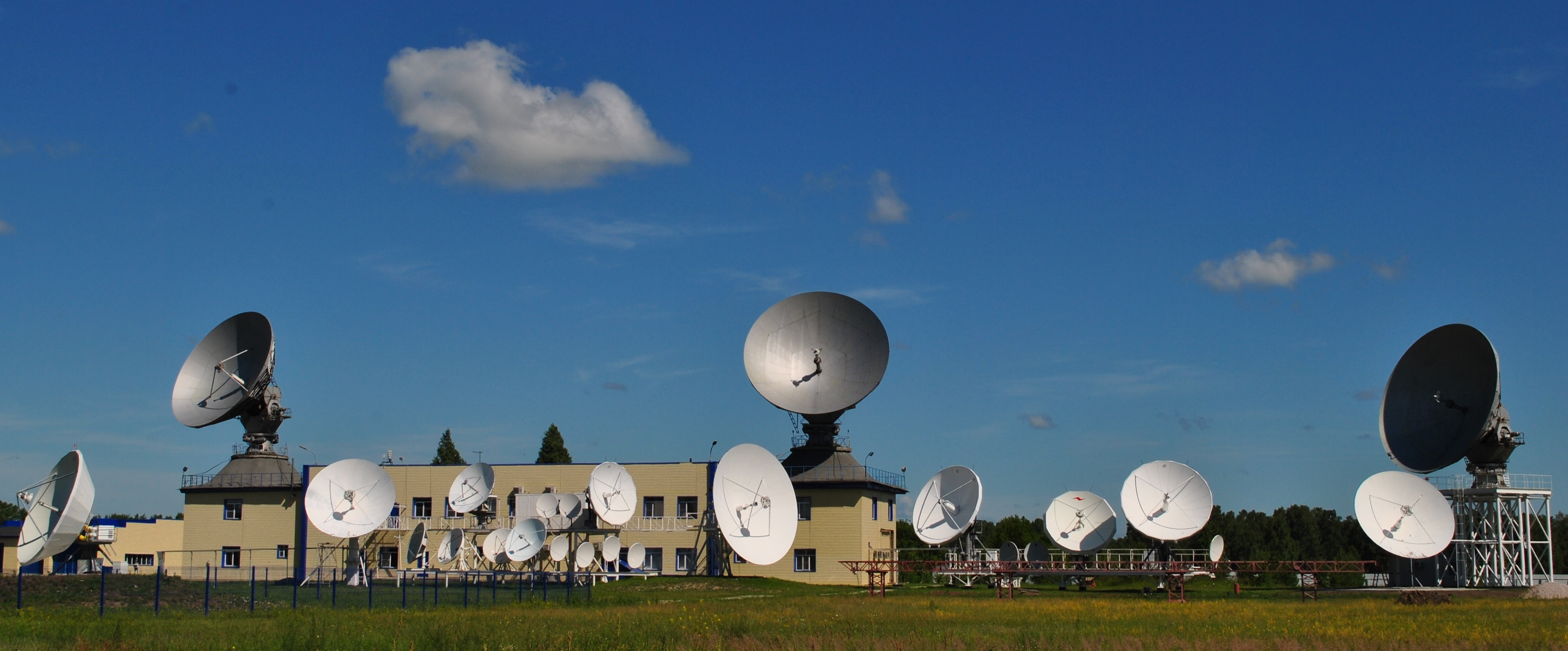
Центр спутниковой связи Азимут Н
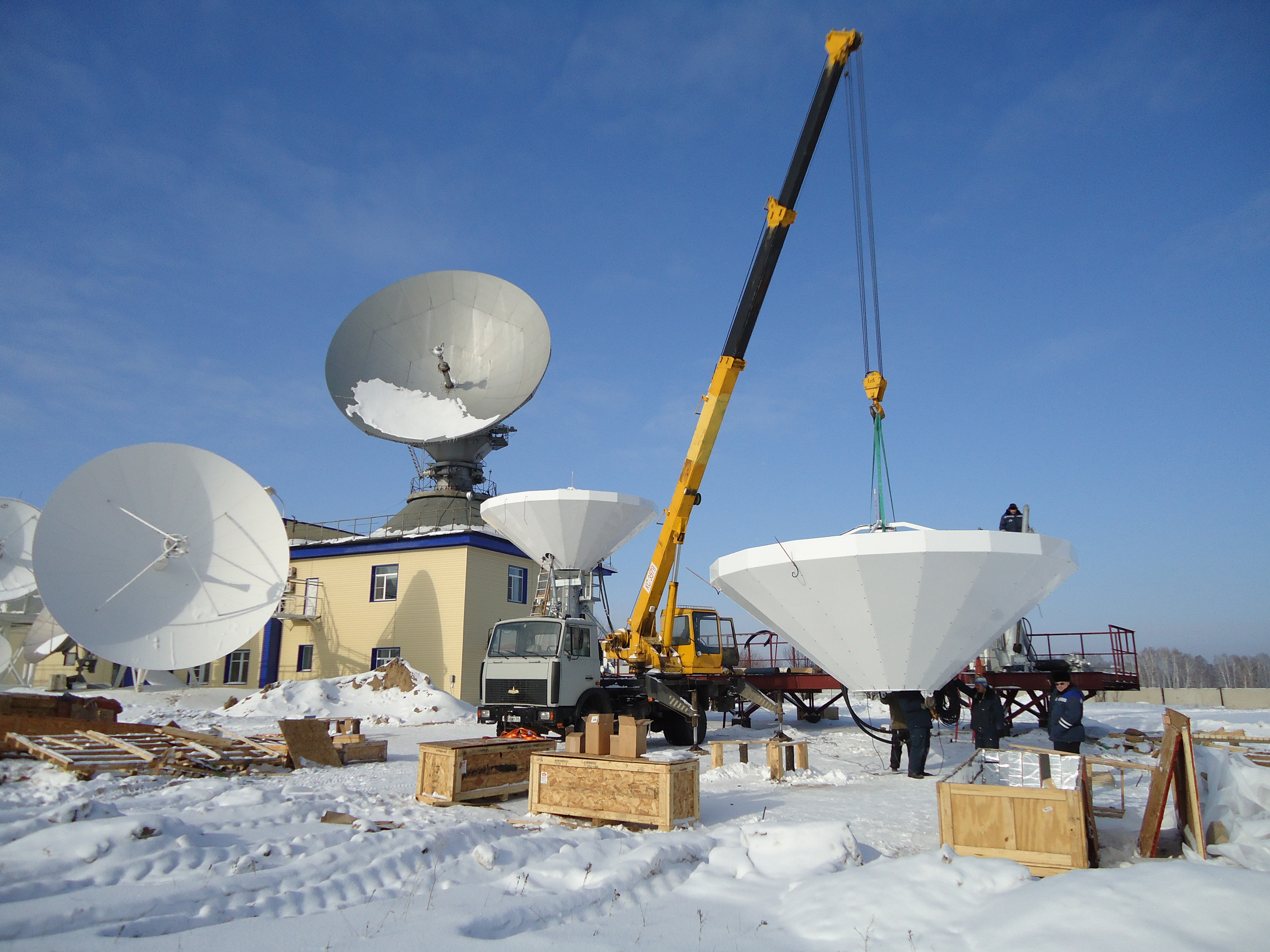
Монтаж спутниковой антенны центральной станция транспортной сети VSAT, ЦСС АзимутН

## Охрана труда
В РТРС действует система управления охраной труда, соответствующая требованиям российского законодательства и нормам международного права.
Система управления охраной труда призвана сохранить жизнь и здоровье работников в процессе трудовой деятельности.
Ежегодно Сибирский региональный центр РТРС участвует во Всероссийском конкурсе «Успех и безопасность»

## Образование
Филиал РТРС «Сибирский РЦ» сотрудничает с профильным вузом СибГУТИ и колледжем Новосибирска. Студентам СибГУТИ и КТИ предоставляется возможность пройти практику в подразделениях предприятия, ознакомиться с современной телерадиовещательной техникой и технологиями цифрового вещания.
Сотрудники Сибирского регионального центра РТРС получают дополнительное профессиональное образование, повышают уровень знаний на курсах повышения квалификации и профессиональной переподготовки, участвуют в пленарных заседаниях Российской научно-технической конференции, проводимых СибГУТИ.
На базе филиала открыт первый в РТРС учебный центр по обучению специалистов филиалов, ответственных за ремонт и настройку передатчиков производства научно-производственного предприятия «Триада-ТВ» и оборудования цифрового телевизионного вещания производства компании Rohde & Schwarz.

## Награды филиала
Сибирский региональный центр РТРС неоднократно принимал участие в Международных специализированных выставках информационных технологий и телекоммуникаций «SIPS/СибБезопасность. IT-Сибирь. Сибтелеком».
В арсенале филиала высшая награда Сибирской ярмарки-выставки «Гран-при Сибсвязь-2006», одна Малая и три Больших золотых медали.
7 сотрудников филиала отмечены Государственными наградами, 2 удостоены почетного звания «Заслуженный работник связи и информации Российской Федерации», 4 — звания «Мастер связи», 18 сотрудников награждены значком «Почетный радист».